# Матија Шестак
Матија Шестак (Љубљана, 30. децембар 1972) био је југословенски и словеначки атлетичар, рекордер и тренер. Члан је Атлетског друштва Масс из Љубљане. Као јуниор такмичио се за Југославију
Матија Шестак био је спринтер, чија је специјалност била 400 метара. Два пута је учествовао на Летњим олимпијским играма 2000. у Сиднеју и 2004. у Атини. У Сиднеју се такмичио у две дисциплине 400 м и штафети 4 х 400 м, а у Атини само индивидуално на 400 м. где је стигао до полуфинала. Такође до полуфинала стигао је и на Светском првенству у Севиљи 1999., рекордом Словеније 45,43.
По завршетку каријере постао је тренер својој супрузи троскокашици Марији Шестак.

## Значајнји резултати
| Датум     | Такмичење                       | Место                     | Пласман | Дисциплина    | Резултат    | Детаљи |
| СФРЈ      | СФРЈ                            | СФРЈ                      | СФРЈ    | СФРЈ          | СФРЈ        | СФРЈ   |
| --------- | ------------------------------- | ------------------------- | ------- | ------------- | ----------- | ------ |
| 1989      | Европско јуниорско првенство    | Вараждин, СФР Југославија | 7       | 4 x 400 м     | 3:13.79     |        |
| 1990      | Светско јуниорско првенство     | Пловдив, Бугарска         | 30      | 400 м         | 49,05       |        |
| 1990      | Светско јуниорско првенство     | Пловдив, Бугарска         | 11      | 4 x 400 м     | 3:09,67     |        |
| 1991      | Европско јуниорско првенство    | Солун, Грчка              | 11      | 800 м         | 1:50,45     |        |
| Словенија |                                 |                           |         |               |             |        |
| 1998      | Европско првенство на отвореном | Будимпешта, Мађарска      | 17.     | 400 м         | 46,57       |        |
| 1998      | Европско првенство на отвореном | Будимпешта, Мађарска      | 10      | 4 x 400 м     | 3:07,78     |        |
| 1999      | Светско првенство у дворани     | Маебаши, Јапан            | 9       | 400 м         | 46,84, НР   |        |
| 1999      | Светско првенство на отвореном  | Севиља, Шпанија           | 9       | 400 м         | 45,47 НР    |        |
| 1999      | Светско првенство на отвореном  | Севиља, Шпанија           | 13      | 4 x 400 м     | 3:02,70, НР |        |
| 2000      | Олимпијске игре                 | Сиднеј, Аустралија        | 33      | 400 м         | 45,95       |        |
| 2000      | Олимпијске игре                 | Сиднеј, Аустралија        | 29      | 4x400 m relay | 3:10,07     |        |
| 2002      | Европско првенство на отвореном | Минхен, Немачка           | 25      | 400 м         | 46,97       |        |
| 2004      | Олимпијске игре                 | Атина, Грчка              | 23      | 400 м         | 46,54       |        |

### Лични рекорди
- на отвореном:

200 м — 20,79, 6. јун 2004. Нова Горица, Словенија
400 м — 45,43, 23. август 1999, Севиља, Шпанија НР
- у дворани

200 м — 21,32 м 31. јануар 1999, Торино, Италија НР
400 м — 46,71 м 6. фебруар 2000, Штутгарт, Немачка НР